# Landudal
Landudal (en bretó Landudal) és un municipi francès, situat a la regió de Bretanya, al departament de Finisterre. L'any 2006 tenia 743 habitants.

## Demografia
| 1962                                       | 1968 | 1975 | 1982 | 1990 | 1999 |  |
| ------------------------------------------ | ---- | ---- | ---- | ---- | ---- |  |
| 824                                        | 734  | 674  | 672  | 680  | 701  |  |
| Des de 1962: població sense dobles comptes |      |      |      |      |      |  |

## Administració
| Període   | Identitat        | Partit |
| --------- | ---------------- | ------ |
| 2001-2008 | Jean Conan       |        |
| 2008-     | Raymond Messager |        |

## Personatges il·lustres
- Yves Joseph de Kerguelen (1734-1797), navegant, descobridor de les illes Kerguelen.
- Angèle Jacq, escriptor en francès i defensor del bretó.